# Goulia
Goulia är en ort i Elfenbenskusten. Den ligger i distriktet Denguélé, i den nordvästra delen av landet, 400 km nordväst om huvudstaden Yamoussoukro. Folkmängden uppgår till cirka 3 000 invånare.